# 陶立璠
陶立璠（1938年—2025年2月2日），男，甘肃兰州人，中国民间文艺学家，中央民族大学教授，曾任中国民俗学会副理事长。